# (531917) 2013 BN82
(531917) 2013 BN82 est un objet transneptunien en résonance 4:7 avec Neptune avec un diamètre supposé d'environ 180 km de diamètre.